# Хлорелловые (порядок)
Хлоре́лловые (лат. Chlorellales) — порядок зелёных водорослей из класса требуксиофициевых. Исключительно пресноводные коккоидные водоросли с одноклеточным или ценобиальным талломом. Бесполое размножение осуществляется зооспорами или апланоспорами, половое размножение проходит в форме изогамии, анизогамии или оогамии.

## Классификация
По данным сайта AlgaeBase, на июль 2016 г. в порядок включают 5 семейств:
- Хлорелловые (Chlorellaceae)
- Ctenocladaceae
- Eremosphaeraceae
- Leptosiraceae
- Ооцистовые (Oocystaceae)
- 2 Рода incertae sedis